# 이대로 괜찮은 걸까?
《이대로 괜찮은 걸까?》는 스튜디오 티앤티가 제작한 웹 애니메이션 작품이다. 2016년부터 매 차례마다 페이스북과 유튜브로 연재 중이며 2024년 9월 18일 기준, 총 6회가 업로드되어 있다. 2018년 12월 1일부터 JEI 재능TV에서 텔레비전으로 부정기로 방영하고 있다.

## 시놉시스
의욕없는 재수생 '이대로'가 초등학생들의 게임리그에 억지로 참가하게 되면서 벌어지는 일상 코미디물.

## 등장인물
- 이대로
- 호두리
- 장영미
- 카마기
- 마유미
- 버섯몬